# Herrarnas C-1 500 meter i kanotsport vid olympiska sommarspelen 2008
Herrarnas C-1 500 meter vid olympiska sommarspelen 2008 hölls på Shunyi Olympic Rowing-Canoeing Park i Peking. 

## Medaljörer
| Gren           | Guld                  | Silver            | Brons                |
| C-1, 500 meter | Maxim Opalev Ryssland | David Cal Spanien | Jurij Tjeban Ukraina |

## Resultat

### Heat

#### Heat 1
| Placering | Kanotist                 | Land       | Tid      | Noteringar |
| --------- | ------------------------ | ---------- | -------- | ---------- |
| 1         | David Cal                | Spanien    | 1:48.095 | QF         |
| 2         | Florin Georgian Mironcic | Rumänien   | 1:48.608 | QS         |
| 3         | Jurij Tjeban             | Ukraina    | 1:49.454 | QS         |
| 4         | Attila Vajda             | Ungern     | 1:49.942 | QS         |
| 5         | Aldo Pruna               | Kuba       | 1:51.111 | QS         |
| 6         | Nivalter Jesus           | Brasilien  | 1:51.363 | QS         |
| 7         | Torsten Lachmann         | Australien | 2:00.594 | QS         |
| 8         | Fortunato Luis Pacavira  | Angola     | 2:13.265 |            |

#### Heat 2
| Placering | Kanotist             | Land      | Tid      | Noteringar |
| --------- | -------------------- | --------- | -------- | ---------- |
| 1         | Aliaksandr Zjukouski | Belarus   | 1:48.669 | QF         |
| 2         | Mark Oldershaw       | Kanada    | 1:48.817 | QS         |
| 3         | Mathieu Goubel       | Frankrike | 1:49.527 | QS         |
| 4         | Andreas Dittmer      | Tyskland  | 1:49.527 | QS         |
| 5         | Michail Jemelkjanov  | Kazakstan | 1:54.832 | QS         |
| 6         | Marián Ostrčil       | Slovakien | 1:55.911 | QS         |
| 7         | Calvin Mokoto        | Sydafrika | 2:03.372 | QS         |

#### Heat 3
| Placering | Kanotist             | Land       | Tid      | Noteringar |
| --------- | -------------------- | ---------- | -------- | ---------- |
| 1         | Maksim Opalev        | Ryssland   | 1:47.849 | QF         |
| 2         | Li Qiang             | Kina       | 1:49.164 | QS         |
| 3         | Paweł Baraszkiewicz  | Polen      | 1:50.463 | QS         |
| 4         | Vadim Menkov         | Uzbekistan | 1:52.793 | QS         |
| 5         | Andreas Kiligkaridis | Grekland   | 1:54.541 | QS         |
| 6         | Mikelis Ezmalis      | Lettland   | 1:54.890 | QS         |
| 7         | Sean Pangelinan      | Guam       | 2:12.696 | QS         |

### Semifinaler

#### Semifinal 1
| Placering | Kanotist        | Land       | Tid      | Noteringar |
| --------- | --------------- | ---------- | -------- | ---------- |
| 1         | Jurij Tjeban    | Ukraina    | 1:51.507 | QF         |
| 2         | Mathieu Goubel  | Frankrike  | 1:52.239 | QF         |
| 3         | Li Qiang        | Kina       | 1:52.887 | QF         |
| 4         | Andreas Dittmer | Tyskland   | 1:53.182 |            |
| 5         | Aldo Pruna      | Kuba       | 1:53.809 |            |
| 6         | Vadim Menkov    | Uzbekistan | 1:55.610 |            |
| 7         | Nivalter Jesus  | Brasilien  | 1:56.139 |            |
| 8         | Marián Ostrčil  | Slovakien  | 1:58.401 |            |
| 9         | Sean Pangelinan | Guam       | 2:17.940 |            |

#### Semifinal 2
| Placering | Kanotist                 | Land       | Tid      | Noteringar |
| --------- | ------------------------ | ---------- | -------- | ---------- |
| 1         | Attila Vajda             | Ungern     | 1:51.029 | QF         |
| 2         | Florin Georgian Mironcic | Rumänien   | 1:51.535 | QF         |
| 3         | Paweł Baraszkiewicz      | Polen      | 1:51.744 | QF         |
| 4         | Mark Oldershaw           | Kanada     | 1:52.649 |            |
| 5         | Andreas Kiligkaridis     | Grekland   | 1:56.310 |            |
| 6         | Mikelis Ezmalis          | Lettland   | 1:56.907 |            |
| 7         | Torsten Lachmann         | Australien | 1:59.119 |            |
| 8         | Michail Jemeljanov       | Kazakstan  | 2:06.908 |            |
| 9         | Calvin Mokoto            | Sydafrika  | 2:12.226 |            |

### Final
| Placering | Kanotist                 | Land      | Tid      | Noteringar |
| --------- | ------------------------ | --------- | -------- | ---------- |
|           | Maksim Opalev            | Ryssland  | 1:47.140 |            |
|           | David Cal                | Spanien   | 1:48.397 |            |
|           | Jurij Tjeban             | Ukraina   | 1:48.766 |            |
| 4         | Mathieu Goubel           | Frankrike | 1:49.056 |            |
| 5         | Aliaksandr Zjukouski     | Belarus   | 1:49.092 |            |
| 6         | Li Qiang                 | Kina      | 1:49.287 |            |
| 7         | Florin Georgian Mironcic | Rumänien  | 1:49.861 |            |
| 8         | Paweł Baraszkiewicz      | Polen     | 1:50.048 |            |
| 9         | Attila Vajda             | Ungern    | 1:50.156 |            |